# Callaeas
Callaeas Forster, 1788 è un genere di uccelli passeriformi della famiglia Callaeidae.

## Etimologia
Il nome scientifico del genere, Callaeas, deriva dal greco καλλαια (kallaia, "bargigli"), in riferimento alle caruncole carnose ai lati del becco: il nome comune di "kokako" (più correttamente kōkako) riprende invece il loro nome in lingua māori.

## Descrizione

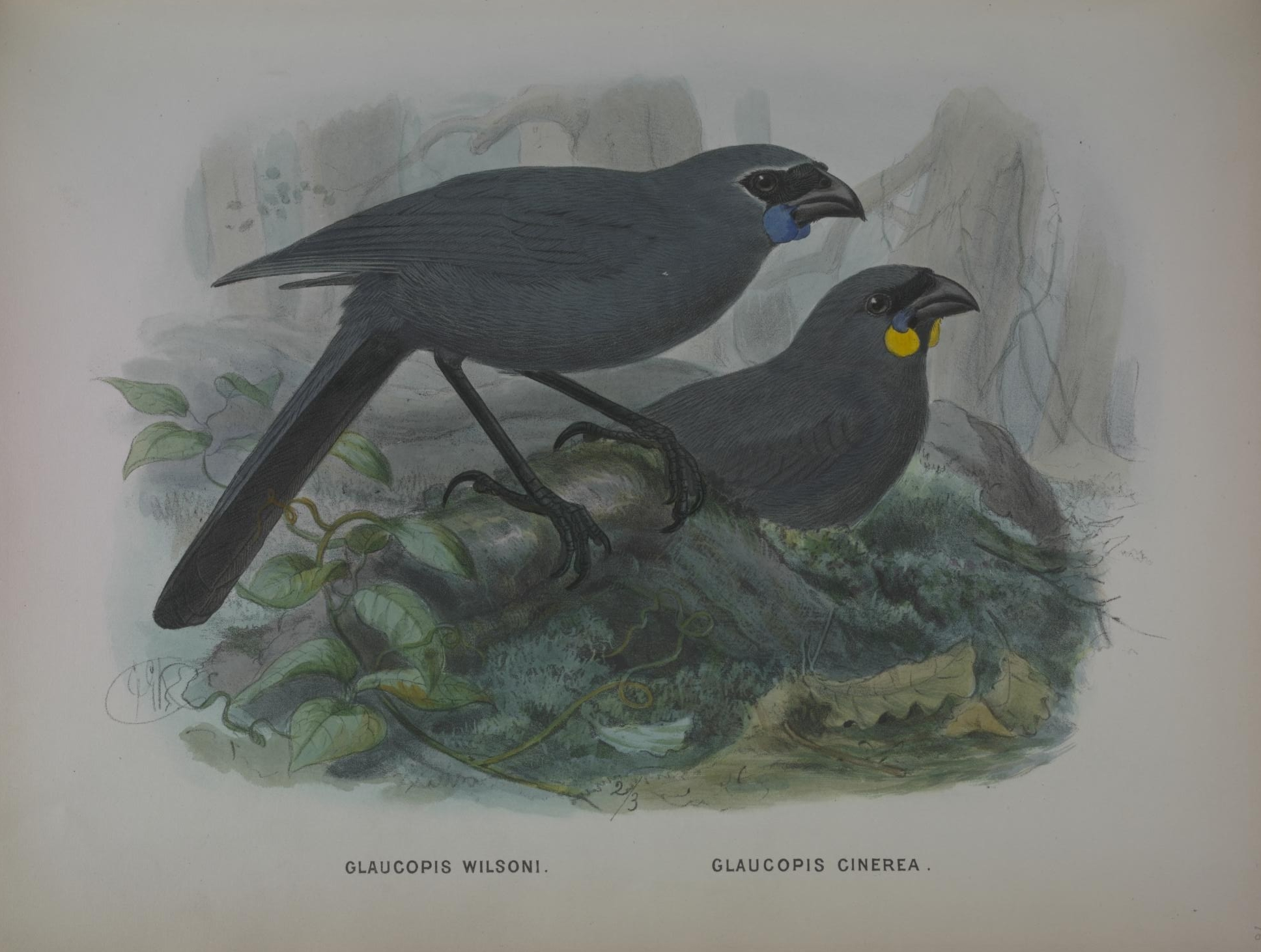
In primo piano C. wilsoni
In secondo piano C. cinereus.

Si tratta di uccelli dall'aspetto robusto e massiccio, con piccola testa arrotondata, forte becco ricurvo, lunga coda dall'estremità squadrata, ali piccole e arrotondate e forti zampe dagli artigli ben sviluppati.

Nel complesso, questi uccelli possono ricordare un'averla di grosse dimensioni, o una sorta di bizzarro ibrido fra un'averla e un gallo cedrone.
Ambedue le specie presentano piumaggio di colore grigio cenere (più scuro e con tendenza all'azzurro nella specie dell'Isola del Sud), con banda nera fra becco e occhi a formare una mascherina: ai lati del becco sono presenti due caruncole carnose, più grandi nel maschio rispetto alla femmina e di colore azzurro nella specie dell'Isola del Nord e arancione con orli azzurri in quella dell'Isola del Sud.

## Biologia
I kokako sono uccelli diurni, che vivono da soli o in coppie e si muovono perlopiù al suolo o fra i cespugli, essendo cattivi volatori: grazie alle forti zampe, tuttavia, sono in grado di scalare anche alberi alti (soprattutto le podocarpacee native), per nutrirsi dei loro frutti ed eventualmente raggiungere gli alberi vicini planando verso di essi.

Essi sono rinomati per i caratteristici richiami limpidi e fischianti, che specialmente al mattino durano decine di minuti e possono essere uditi a centinaia di metri di distanza.
La dieta di questi uccelli è in massima parte erbivora e frugivora, componendosi di frutta e foglie, nonché di bacche, fiori e nettare, e meno frequentemente di invertebrati.
Si tratta di animali rigidamente monogami, le cui coppie rimangono unite per la vita: la stagione riproduttiva cade durante il periodo caldo, coi nidi a coppa voluminosi e grossolani. La cova è a carico esclusivo della femmina, mentre la costruzione del nido e l'allevamento della prole vengono condotti da ambedue i genitori.

## Distribuzione
Le due specie di kokako sono endemiche della Nuova Zelanda, con una specie che vive nell'Isola del Nord e l'altra che abita l'Isola del Sud: i kokako sono abitatori delle foreste primarie di pianura, con presenza di denso sottobosco.

Ambedue le specie hanno visto il loro areale e la loro consistenza numerica ridursi in maniera considerevole durante il XX secolo, ma mentre la prima specie è riuscita a scampare l'estinzione mediante programmi di riproduzione in cattività e reintroduzione in santuari liberati dai predatori introdotti, la seconda non viene più avvistata dal 2007 ed è quasi certamente scomparsa.

## Tassonomia

C. cinereus.

Al genere vengono ascritte due specie:
Genere Callaeas
- Callaeas wilsoni (Bonaparte, 1850) - kokako dell'Isola del Nord
- Callaeas cinereus (Gmelin, 1788) †  - kokako dell'Isola del Sud

In passato, le due specie venivano considerate sottospecie di C. cinereus coi nomi di C. c. cinereus e C. c. wilsoni, ma le differenze nella colorazione e soprattutto nelle vocalizzazioni hanno portato gli studiosi a considerare giusta la separazione fra le due.

## Nella cultura di massa
I kokako sono piuttosto presenti nel folklore Maori: in una leggenda, uno di questi uccelli dissetò l'eroe Māui durante la sua battaglia col sole, offrendogli i propri bargigli rigonfi d'acqua (dopo che un sellarossa aveva rifiutato, ricevendo per punizione la caratteristica colorazione) e ricevendo in seguito come ricompensa le proprie zampe muscolose per meglio cercare il cibo.
Il kokako è inoltre effigiato sul verso della banconota da 50 dollari neozelandesi.